# کانال یک (آمریکا)
کانال یک شبکهٔ تلویزیونی سیاسی ایرانی است که از شهر لس آنجلس برنامه پخش می‌کند.
این تلویزیون با مدیریت شهرام همایون فعالیت می‌کند.
کانال یک جنبشی سیاسی را علیه نظام جمهوری اسلامی به نام «ما هستیم» پایه‌گذاری کرده‌است، و تا کنون ۵ فراخوان تظاهرات در ایران اعلام کرده‌. شهرام همایون مدیریت این تلویزیون در ۲۳ نوامبر ۲۰۱۷ برابر با ۲ آذر ۱۳۹۶  اعلام کرد این تلویزیون برای همیشه بسته می‌شود اما همزمان با تظاهرات سراسری ایرانیان در دی ۱۳۹۶ کانال یک پخش اینترنتی خود را از سر گرفت تا اینکه در نوروز ۱۳۹۷ پخش ماهواره ای کانال یک این بار در ماهواره یوتلست هفت از سر گرفته شد.
این شبکه هم‌اکنون با کیفیت فول اچ‌دی و اچ دی از طریق دو ماهواره پرقدرت یاهست و یوتلست در ایران، خاورمیانه، اروپا و شمال آفریقا قابل دریافت می‌باشد.

## برنامه‌ها
- برنامه «آخرین لحظه با شهرام همایون» از دوشنبه تا جمعه ساعت ۲۱:۳۰ شب به وقت ایران پخش می‌شود.
- برنامه «ایستگاه سوم» با آرش مشکات همه روزه ساعت ۴:۳۰  بامداد به وقت ایران پخش می‌شود.
- برنامه «پنجره‌ای رو به خانه پدری» از علیرضا نوریزاده از دوشنبه تا جمعه ساعت ۷ بعدازظهر به وقت ایران پخش می‌شد که اکنون شبکه خودش را افتتاح کرده و از کانال یک رفته است.
- برنامه ورزشی وقت اضافه (اکسترا تایم) با اجرای داریوش ذهاب از سه شنبه تا شنبه هر هفته ساعت ۷ صبح به وقت ایران به طور زنده پخش و ساعت ۴:۳۰ بعد از ظهر همان روز به وقت ایران تکرار می‌شود.
- برنامه «تیتر اول» از عباس پهلوان در روزهای چهارشنبه و ۱ بامداد پنجشنبه به وقت ایران پخش می‌شود و در آن به بررسی هفتگی رویدادهای ایران می‌پردازد.
- برنامه «سلام ایران» با اجرای سیاوش آذری در روزهای دوشنبه و ۱ بامداد سه شنبه به وقت ایران به طور زنده پخش می‌شود.

## برنامه سازان
- آرش مشکات
- ابراهیم ویکتوری
- اردوان مفید
- سیاوش آذری
- عباس پهلوان
- داریوش زهاب
- آزیتا شهراز
- شهرام همایون
- عسل پهلوان
- نگار کرامتی
- داریوش باقری
- رافی خاچاتوریان
- پرویز ناظریان
- پریوش سعادتی
- رضا فاضلی
- فرامرز فروزنده
- داوود بیک زاده
- زینا تهرانی
- سعید قائم مقامی
- پرویز قاضی سعید
- ضیا آتابای
- ماهان تجریشی
- سعید سکویی